# 2009년 예멘 세이윤 폭탄 테러 사건

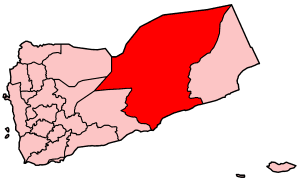
예멘-하드라모트

2009년 예멘 세이윤 폭탄 테러 사건은 2009년 3월 15일 예멘을 여행하던 대한민국 국적의 관광객들이 세이윤 지역에서 테러 공격을 당한 사건이다.
2009년 3월 15일, 관광객과 가이드를 포함, 한국인 일행 18명이 예멘 남부의 고대 유적도시 시밤 지역에서 관광을 하고 있었다. 이들은 지프 6대에 나누어 타고 이동중이었으며, 이들의 대부분이 지프에서 내려 일몰과 건물을 조망하고 있을 때 갑자기 뒤편에서 폭탄이 터졌다. 이 사고로 4명이 사망하고, 3명이 부상을 당했다. 이는 국제 테러 조직 알카에다의 10대 조직원에 의한 자살 폭탄테러로 밝혀졌다. 3월 17일 일행 18명 중 사망자 4명과 여행사 관계자 2명을 제외한 생존자 12명이 인천공항을 통해 귀국하였다.
한편, 이 사건을 수습하기 위해 예멘으로 간 대한민국 정부 관계자와 사망자의 유족들이 나누어 탄 차량이 3월 18일 수도 사나에서 폭탄 공격을 받았으나 피해자는 없었다. 3월 25일 예멘은 이 번 테러 용의자 12명 중 6명을 검거했다고 밝혔다. 27일 〈아라비아반도 알카에다〉라고 자신을 밝힌 이들은 이슬람 웹사이트를 통해 이슬람과의 전쟁에 참가한 한국에 대한 보복과 예멘 경찰이 자신들의 지도부 5명을 살해한것에 대하여 테러를 자행했다고 알렸다. 그러나, 이들이 알카에다 소속인지는 확인되지 않았다.

## 같이 보기
- 탈레반 한국인 납치 사건